# Alan McLaren
Alan James McLaren (Edinburgh, 4 januari 1971) is een Schots voormalig voetballer die tijdens zijn carrière uitkwam voor Heart of Midlothian en Rangers Football Club.
McLaren begon zijn loopbaan bij Heart of Midlothian in 1987 en speelde meer dan 180 wedstrijden voor de club. In 1994 vertrok hij naar de Rangers, die meer dan 2 miljoen plus Dave McPherson voor hem over hadden. Zijn debuut maakte hij in de Old Firm tegen aartsrivaal Celtic FC tijdens een 3-1-overwinning voor de Rangers.
In 1999 werd hij op 28-jarige leeftijd gedwongen te stoppen vanwege een blessure. Zijn laatste wedstrijd voor de Rangers was als aanvoerder in de 1-0-overwinning tegen Dundee United.
Op 2 maart 1999 speelde de Rangers een afscheidswedstrijd voor McLaren tegen de Engelse club Middlesbrough FC. De wedstrijd eindigde in 4-4 en McLaren benutte een penalty.
McLaren kwam 24 keer uit voor het Schots voetbalelftal, onder meer op het Europees kampioenschap voetbal 1992.